# Люминарский, Елисей Елисеевич
Елисей Елисеевич Люминарский (8 [20] марта 1830 — 4 [16] февраля 1883) — русский юрист, судья и общественный деятель. Тайный советник (1878).

## Биография
Елисей Люминарский родился 8 (20) марта 1830 года в семье дворян Московской губернии Елисея Степановича и Александры Ивановны Люминарских. После окончания Императорского училища правоведения в Санкт-Петербурге в 1850 году определён был на службу в 1-е отделение 6-го департамента Правительствующего сената с чином титулярного советника, затем был переведен во 2-е отделение этого департамента, где служил в должности секретаря. В 1854 году определён секретарём в 7-й департамент Сената. В 1856 году назначен и. д. обер-секретаря. В 1861 году переведён на должность и. д. обер-секретаря в общее собрание московских департаментов Сената.
В 1865 году в чине статского советника был назначен чиновником за обер-прокурорским столом в 8-й департамент Сената. В том же году несколько месяцев проработал в должности старшего юрисконсульта консультации, учреждённой при министерстве юстиции; 30 августа был произведён в действительные статские советники и в сентябре был назначен помощником обер-прокурора 8-го департамента Сената. В 1866 году был назначен первым председателем Московского окружного суда. В 1870 году стал председателем департамента Московской судебной палаты. По слухам, ради пребывания этой должности от отказался предложения занять пост сенатора в кассационном департаменте Сената. В 1869—1872 годах был гласным Московской городской думы.
С 5 января 1878 года имел чин тайного советника.
Умер 4 (16) февраля 1883 года; похоронен на кладбище Новодевичьего монастыря.

## Отзывы
Елисей Люминарский занимался устройством нового суда в Москве и пользовался большой популярностью среди горожан. Историк Н. А. Мурзанов называл его человеком «чрезвычайного трудолюбия и стойкого характера». По его словам, Люминарский «был настоящим судьёй, всецело преданным делу, недоступным ни ласке, ни давлению, и, несмотря на свою суровую наружность, добрым и сострадательным человеком».
Князь В. М. Голицын писал:
Окружной суд заседал в здании судебных установлений ... Самой интересной новинкой было участие присяжных заседателей, и надо отдать справедливость нашим согражданам всех возрастов, сословий и положений, они на первых порах именно увлекались этими обязанностями, нередко сопряжёнными с ночёвками в здании суда, и воздерживались от уклонения от них под разными благовидными предлогами, как впоследствии это стало обычаем. Председателем суда был Люминарский — типичный судья, магистрат  Высокого роста, брюнет с лицом несколько восточного типа, он громко и резко производил допрос подсудимых, останавливал защитников что тоже было новинкой ... Главное, что пленяло и увлекало публику, это была публичность, гласность, которая, казалось, отбросила навсегда прежние “тёмные” приёмы в судебных и всяких иных присутственных местах.
По мнению юриста А. Ф. Кони, Люминарский был истинный «судья с головы до ног, самостоятельный и независимый по характеру, он был чужд карьеризма, недоступен внешнему давлению, снисходителен и сострадателен к слабым, пользовался общим доверием и уважением».

## Награды
- Орден Святой Анны 2-й степени с императорской короной (1861)
- Орден Святого Станислава 1-й степени (1869)
- Орден Святой Анны 1-й степени